# Mike Livingston
Michael Kent "Mike" Livingston (født 21. september 1948 i Denver, Colorado, USA) er en amerikansk tidligere roer, bror til Cleve Livingston.
Livingston var med i USA's otter, der vandt sølv ved OL 1972 i München. Amerikanerne blev i finalen kun besejret af guldvinderne fra New Zealand, mens bronzemedaljen gik til Østtyskland. Den øvrige besætning i amerikanernes båd var hans bror Cleve Livingston samt Lawrence Terry, Franklin Hobbs, Tim Mickelson, Pete Raymond, Bill Hobbs, Gene Clapp og styrmand Paul Hoffman. Det var Livingstons eneste OL-deltagelse.
Livingston var, ligesom flere andre medlemmer af den amerikanske otter ved OL 1972, studerende på Harvard University.

## OL-medaljer
- 1972:  Sølv i otter